# 로니쩐빈쫑
로니쩐빈쫑(베트남어: Roni Trần Bình Trọng, 1987년 ~ )은 핀란드의 베트남계 가수이다.
태국에 세워진 베트남 난민촌 출신이다. 태어난 지 4개월 만에 가족들과 함께 핀란드로 이주한 뒤부터 핀란드 휘빈캐에서 성장했다. 핀란드어, 스웨덴어, 독일어, 영어, 베트남어를 구사한다.